# Asyneuma davisianum
Asyneuma davisianum är en klockväxtart som beskrevs av Yildiz och Kit Tan. Asyneuma davisianum ingår i släktet Asyneuma och familjen klockväxter.
Artens utbredningsområde är Turkiet. Inga underarter finns listade i Catalogue of Life.